# 30169 Raghavganesh
30169 Raghavganesh este un asteroid din centura principală de asteroizi.

## Descriere
30169 Raghavganesh este un asteroid din centura principală de asteroizi. A fost descoperit pe 5 aprilie 2000 la Socorro, New Mexico, în cadrul proiectului LINEAR. Asteroidul prezintă o orbită caracterizată de o semiaxă mare de 2,31 ua, o excentricitate de 0,13 și o înclinație de 2,5° în raport cu ecliptica.